# Günter Elsner

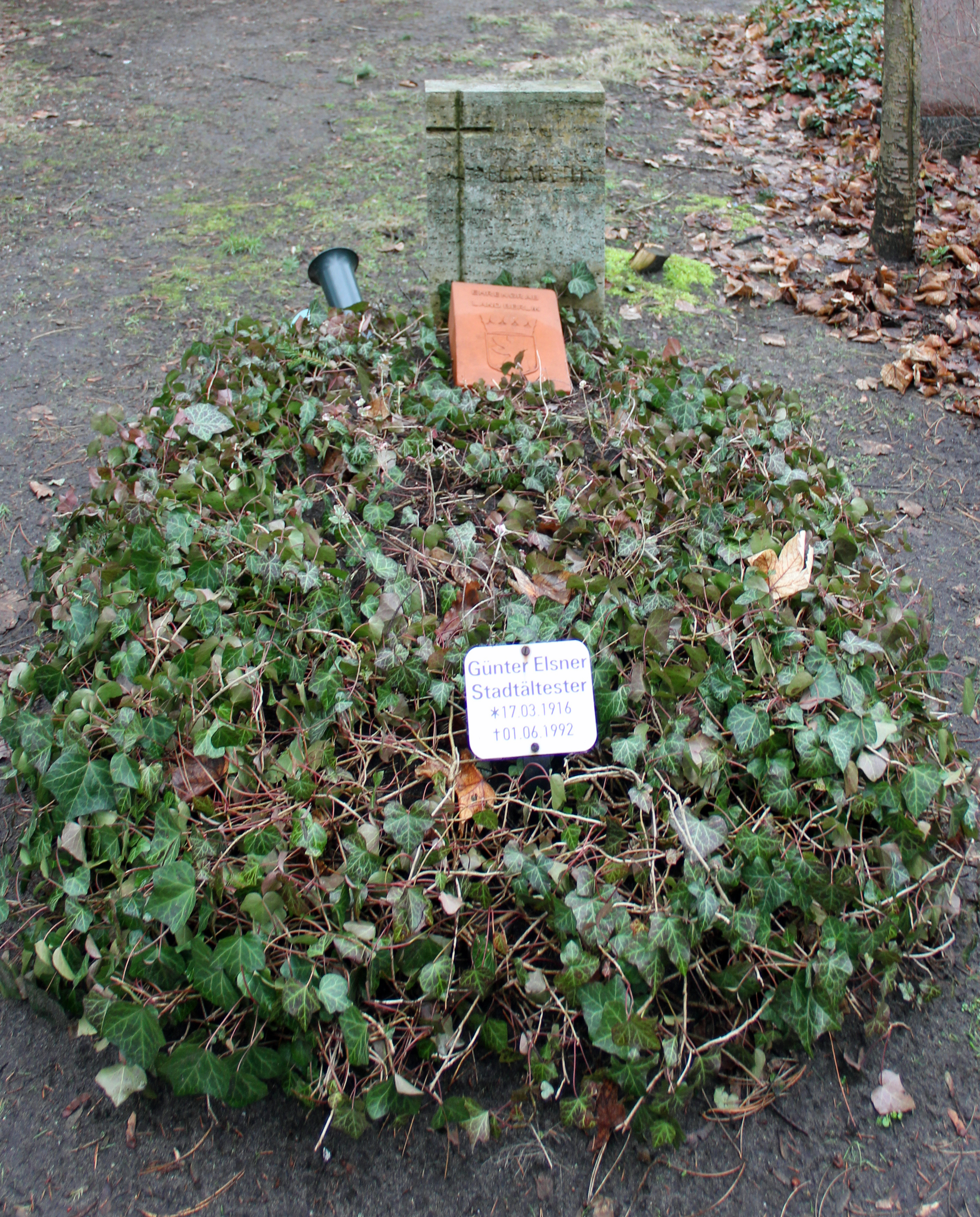
Ehrengrab, Columbiadamm 122, in Berlin-Neukölln

Günter Elsner (* 17. März 1916 in Stettin; † 1. Juni 1992 in Berlin) war ein deutscher Politiker (CDU).

## Leben
Elsner besuchte ein Realgymnasium und machte eine Lehre als Versicherungskaufmann. Zum 1. November 1934 trat er der NSDAP bei (Mitgliedsnummer 2.975.549). 1937 war er im Reichsarbeitsdienst und anschließend bei der Wehrmacht.
Nach dem Zweiten Weltkrieg arbeitete Elsner als Angestellter bei der Landesversicherungsanstalt Berlin. 1947 trat er der CDU bei. Bei der Berliner Wahl 1950 wurde er in die Bezirksverordnetenversammlung (BVV) im Bezirk Kreuzberg gewählt. Bei der Wahl 1958 wurde Elsner in das Abgeordnetenhaus von Berlin gewählt. In der folgenden Wahl 1963 wurde er Fraktionsvorsitzender der BVV Kreuzberg, bis er im Februar 1972 für den Bundestagsabgeordneten Gerhard Kunz wieder in das Abgeordnetenhaus nachrücken konnte. 1985 schied er aus dem Parlament aus.
Elsner wurde am 2. Mai 1990 als Stadtältester von Berlin geehrt. Mit seinem Tod 1992 erhielt er ein Ehrengrab der Stadt Berlin auf dem Friedhof Columbiadamm.